# Deux Françaises
Deux Françaises est un film muet français réalisé par Louis Feuillade et sorti en 1915.

## Fiche technique
- Réalisation et scénario : Louis Feuillade
- Société de production :  Société des Établissements L. Gaumont
- Pays : France
- Format : Noir et blanc - Muet
- Genre : Court métrage
- Date de sortie : 
  -  France : 1915

## Distribution
- Maurice Poitel
- Claude Mérelle
- Musidora: Madame Castel